# Jean Ruiz
Jean Ruiz (6 de abril de 1998) es un futbolista profesional francés que juega como defensa central con el Pau FC en Ligue 2.
Ruiz consiguió la victoria en el Campeonato Europeo Sub-17 de la UEFA 2015 como parte del equipo Francia Sub-17.

## Biografía
Jean Ruiz comenzó su trayectoria futbolística en ASCA Wittelsheim a la edad de seis años. Luego se unió al US Wittenheim en 2011 antes de trasladarse a la academia juvenil del FC Sochaux-Montbéliard en 2012.
En agosto de 2014, con solo 16 años, debutó con el equipo reserva de Sochaux en el Championnat National 2 contra el FC Fleury 91. Al final de la temporada, ganó la Coupe Gambardella 2014-15 con el equipo Sub-19 de Sochaux, entrando como sustituto en el minuto 62 para ayudar a asegurar una victoria de 2-0 contra el Olympique lyonnais. Ese mismo año, fue parte del equipo francés Sub-17 que ganó el Campeonato Europeo al derrotar a Alemania. Ruiz también fue seleccionado para participar en la Copa Mundial más tarde ese año.
Antes del comienzo de la temporada 2016-2017, Ruiz firmó su primer contrato profesional con Sochaux, haciendo su debut profesional dos meses después en un partido de Coupe de la Ligue contra el Gazélec Ajaccio.
En junio de 2019, Ruiz se transfirió al FC Sion en Suiza.

### Pau FC
Al inicio de la temporada 2022-2023, Ruiz regresó a Francia, firmando con el Pau FC en Ligue 2. Inicialmente se esperaba que fuera un suplente del capitán Antoine Batisse y el veterano Xavier Kouassi, pero Ruiz fue lanzado a un rol titular tras la lesión de Batisse. Jugó 39 partidos y fue fundamental para ayudar al club a evitar el descenso, estableciéndose como un jugador clave para el equipo.
A pesar de recibir numerosas ofertas durante el receso, Ruiz decidió permanecer con Pau para la temporada 2023-2024, a pesar del nuevo enfoque del club en la compraventa de jugadores. Durante su tiempo en Pau, jugó 71 de los 76 partidos posibles de Ligue 2, anotando tres goles y convirtiéndose en uno de los jugadores más utilizados del equipo.
En junio de 2024, se anunció que Ruiz, quien estaba al final de su contrato, había firmado una extensión de dos años con Pau FC, manteniéndolo en el club hasta 2026. Esta decisión fue bien recibida por la dirección del club y los aficionados, ya que Ruiz fue el jugador de campo más utilizado de Pau en la temporada anterior, apareciendo en 35 partidos y anotando tres goles.

## Selección nacional

### Participaciones en selección nacional
| Torneo                                                       | Categoría | Sede     | Resultado        | Partidos | Goles |
| ------------------------------------------------------------ | --------- | -------- | ---------------- | -------- | ----- |
| Fase de clasificación para el Campeonato Europeo Sub-17 2015 | Sub-17    | Bulgaria | Clasificó        | 3        | 0     |
| Campeonato Europeo Sub-17 2015                               | Sub-17    | Bulgaria | Campeón          | 4        | 0     |
| Copa Mundial 2015                                            | Sub-17    | Chile    | Octavos de final | 3        | 0     |
| Torneo Esperanzas de Toulon 2017                             | Sub-19    | Francia  | Fase de grupos   | 3        | 0     |

## Estadísticas

### Clubes
Actualizado al último partido jugado el 8 de abril de 2023.
| FC Sochaux Francia | 2.ª                 | 2016-17             | 9   | 0 | 3  | 0 | - | - | 12  | 0 | 0.00 |
| FC Sochaux Francia | 2.ª                 | 2017-18             | 23  | 1 | 3  | 2 | - | - | 26  | 3 | 0.12 |
| FC Sochaux Francia | 2.ª                 | 2018-19             | 16  | 0 | 3  | 0 | - | - | 19  | 0 | 0.00 |
| FC Sochaux Francia | Total               | Total               | 48  | 1 | 9  | 2 | 0 | 0 | 57  | 3 | 0.05 |
| FC Sion · Suiza | 1.ª                 | 2019-20             | 18  | 0 | 2  | 0 | - | - | 20  | 0 | 0.00 |
| FC Sion · Suiza | 1.ª                 | 2020-21             | 15  | 0 | 2  | 0 | - | - | 17  | 0 | 0.00 |
| FC Sion · Suiza | 1.ª                 | 2021-22             | 1   | 0 | 1  | 0 | - | - | 2   | 0 | 0.00 |
| FC Sion · Suiza | Total               | Total               | 34  | 0 | 5  | 0 | 0 | 0 | 39  | 0 | 0.00 |
| US Boulogne Francia | 3.ª                 | 2021-22             | 17  | 0 | -  | - | - | - | 17  | 0 | 0.00 |
| US Boulogne Francia | Total               | Total               | 17  | 0 | 0  | 0 | 0 | 0 | 17  | 0 | 0.00 |
| Pau FC Francia | 2.ª                 | 2022-23             | 28  | 0 | 3  | 0 | - | - | 31  | 0 | 0.00 |
| Pau FC Francia | Total               | Total               | 28  | 0 | 3  | 0 | 0 | 0 | 31  | 0 | 0.00 |
| Total en su carrera | Total en su carrera | Total en su carrera | 128 | 1 | 16 | 2 | 0 | 0 | 144 | 3 | 0.02 |
| (1) Incluye datos de Copa de la Liga de Francia, Copa de Francia y Copa Suiza. (2) Incluye datos de Liga Europa de la UEFA. (3) No incluye goles en partidos amistosos. |                     |                     |     |   |    |   |   |   |     |   |      |